# Kent Championships 1974
Il Kent Championships 1974 è stato un torneo di tennis giocato sull'erba. È stata l'81ª edizione del Kent Championships, facente parte del Commercial Union Assurance Grand Prix 1974. Si è giocato a Beckenham in Gran Bretagna, dal 10 al 16 giugno 1974.

## Campioni

### Singolare
Vijay Amritraj ha battuto in finale  Tom Gorman con il punteggio di 6–7, 6–2, 6–4

### Doppio
Dick Dell /  Sherwood Stewart hanno battuto in finale  Chris Kachel /  Graeme Thomson con il punteggio di 7–6, 6–1